# Сульфосалициловая кислота
Сульфосалициловая (2-гидрокси-5-сульфобензойная) кислота — ароматическая сульфоновая кислота.

## Свойства
Сульфосалициловая кислота представляет собой бесцветные игольчатые кристаллы, хорошо растворимые в воде, ацетоне, этаноле и диэтиловом эфире. Кристаллизуется из воды в виде дигидрата с Tпл=120 °C. При нагревании выше температуры плавления сульфосалициловая кислота претерпевает термический распад, сопровождающийся выделением фенола и салициловой кислоты.
Химические свойства сульфосалициловой кислоты определяются наличием как ароматического ядра, так и карбоксильной и сульфогруппы, в частности, она вступает в реакции электрофильного замещения в ароматическое ядро.

## Получение и применение
Синтез сульфосалициловой кислоты осуществляют реакцией салициловой кислоты с олеумом либо концентрированной серной кислотой в пятикратном избытке. Другой способ — гидролиз 5-салицилсульфохлорида.
Сульфосалициловая кислота применяется в аналитической химии как реагент для обнаружения и выделения ионов металлов (Fe, Al, Be, Hg, Ti, Zr, Tl, U), например, ион Fe3+ образует моносульфосалицилат розовато-бурого цвета (pH 1,8-2,5), дисульфосалицилат бурого цвета (pH 4-8), трисульфосалицилат жёлтого цвета (pH 8-11). Она также используется как маскирующий реагент для ряда ионов металлов и для определения ионов Fe, U, Be спектрофотометрическим методом. Поскольку сульфосалициловая кислота способна осаждать белки из растворов, то её применяют для их нефелометрического определения (в частности, альбумина в моче).
Сульфосалициловая кислота и её соли имеют антисептическое действие.